# Vilazodona
Vilazodona é um Antidepressivo que foi aprovado pela ANVISA para uso no Brasil, em 21/08/2017.
A empresa Clinical data adquiriu os direitos do vilazodona da Merck KGaA em setembro de 2004. Em 2011, a Forest laboratorie comprou a Clinical data, para ficar com a vilazodona.
Vilazodona, que tem o mesmo potencial de antidepressivos como a fluoxetina na inibição da recaptação da serotonina.[carece de fontes?] Ou seja, impede que grande quantidade de serotonina seja reabsorvida pelo neurônio que a liberou.
O remédio também "imita" a serotonina, encaixando-se no neurônio receptor 5-HT1a e provocando uma resposta mais rápida.

## Indicações
Vilazodona é indicado para o tratamento do Transtorno depressivo maior (TDM) em adultos, doença mais conhecida como depressão.

## Efeitos colaterais
Diarreia, náusea e sonolência.

## Mecanismo de ação
Segundo o conhecimento médico atual, uma das causas da depressão seria a neurotransmissão deficiente nas sinapses centrais da serotonina (5-HT). Por isso, um agente que aumenta a transmissão de 5-HT seria um eficaz antidepressivo. A vilazodona é um inibidor seletivo da recaptação da serotonina (ISRS) e um agonista parcial dos receptores serotoninérgicos 5-HT1A, o que justifica o seu desenvolvimento para o tratamento do transtorno depressivo maior.[carece de fontes?]